# Distrito de Gödöllő
El distrito de Gödöllő (húngaro: Gödöllői járás) es un distrito húngaro perteneciente al condado de Pest. Parte del distrito forma parte del área metropolitana de Budapest.
En 2013 tiene 140 205 habitantes. Su capital es Gödöllő.

## Municipios
El distrito tiene 6 ciudades (en negrita), 4 pueblos mayores (en cursiva) y 5 pueblos (población a 1 de enero de 2013):
- Csömör (9077)
- Dány (4424)
- Erdőkertes (7505)
- Gödöllő (32 792) – la capital
- Isaszeg (11 210)
- Kerepes (9943)
- Kistarcsa (12 046)
- Mogyoród (6375)
- Nagytarcsa (3883)
- Pécel (15 123)
- Szada (4675)
- Vácszentlászló (2040)
- Valkó (2427)
- Veresegyház (16 333)
- Zsámbok (2352)